# Parachelifer archboldi
Parachelifer archboldi är en spindeldjursart som beskrevs av Clarence Clayton Hoff 1964. Parachelifer archboldi ingår i släktet Parachelifer och familjen tvåögonklokrypare. Inga underarter finns listade i Catalogue of Life.